# Episodi di Yo-kai Watch (2019)
Questa è la lista degli episodi di Yo-kai Watch, serie trasmessa per la prima volta in Giappone dal 5 aprile al 20 dicembre 2019. In Italia è al momento inedita. Le sigle sono rispettivamente Kera kera ho uta (ケラケラホーのうた?) di Hiroki Maekawa (apertura) e Yo-kai Exercise No.1 ~Continue~ (ようかい体操第一 ～つづき～?, Youkai taisō daiichi -tsuzuki-) di Kaede☆ (chiusura).

## Lista episodi
| Nº | Giapponese 「Kanji」 - Rōmaji | In onda           | In onda |
| Nº | Giapponese 「Kanji」 - Rōmaji | Giapponese        |         |
| 1  | 「フツーすぎる人生」 - Futsū sugiru jinsei「フツーじゃない人生」 - Futsū janai jinsei「４コマさん「都会の罠」」 - Yon-Komasan "tokai no wana" | 5 aprile 2019     |         |
| 2  | 「妖怪フクリュウ」 - Youkai Fukuryuu「妖怪リー夫人」 - Youkai Rii-fujin「おっさんヅラ部 Lesson 1」 - Ossan-zura-bu Ressun 1「４コマさん「捨て猫さん」」 - Yon-Komasan "Suteneko-san"「ニッポン全国 コマみ探しの旅！原宿編」 - Nippon zenkoku koma mi sagashi no tabi! Harajuku-hen                                                                                             | 12 aprile 2019    |         |
| 3  | 「ニャーキングデッド ～極限状態の妖怪たち～ エピソード１」 - Nyākingudeddo ~ kyokugen jōtai no Yōkai-tachi ~ episōdo 1「妖怪てのひらがえし」 - Yōkai tenohira-gaeshi「おっさんヅラ部 Lesson 2」 - Ossan-zura-bu Ressun 2「４コマさん「お買い物」」 - 4 Koma-san "o kaimono"「ニッポン全国 コマみ探しの旅！ 中華街編」 - Nippon zenkoku koma mi sagashi no tabi! Chūkamachi-hen | 19 aprile 2019    |         |
| 4  | 「現代のお金ナイダー」 - Gendai no okane naidā「おっさんヅラ部 Lesson3」 - Lesson 3 Ossan-zura-bu Ressun 3「ニャーキングデッド ～極限状態の妖怪たち～ エピソード２」 - Nyākingudeddo ~ kyokugen jōtai no Yōkai-tachi ~ episōdo 2「４コマさん「ガラガラ」」 - 4 Koma-san "garagara"「妖怪三国志 其ノ壱」 - Yōkai Sangokushi sonoichi                                            | 26 aprile 2019    |         |
| 5  | 「妖怪モテヌス」 - Youkai Motenusu「ニャーキングデッド ～極限状態の妖怪たち～ エピソード3」 - Nyākingudeddo ~ kyokugen jōtai no Yōkai-tachi ~ episōdo 3「４コマさん「鯉のぼり」」 - 4 Koma-san "koinobori"「ニッポン全国 コマみ探しの旅！ 両国編」 - Nippon zenkoku koma mi sagashi no tabi! Ryōgoku-hen                                                                       | 3 maggio 2019     |         |
| 6  | 「妖怪とどろき獅子」 - Yōkai Todorokijishi「ニャーキングデッド ～極限状態の妖怪たち～ エピソードファイナル」 - Nyākingudeddo ~ kyokugen jōtaino Yōkai-tachi ~ episōdo fainaru「４コマさん「おしゃれスイーツ」」 - 4 Koma-san "oshare suītsu"「ニッポン全国 コマみ探しの旅！ 富士山編」 - Nippon zenkoku koma mi sagashi no tabi! Fujisan-hen                                   | 10 maggio 2019    |         |
| 7  | 「妖怪でんじん」 - Yōkai Denjin「アイドルいっぱい！ジバニャン芸能事務所！ 第１話」 - Aidoru-ippai! Jibanyan geinō jimusho! Dai 1-wa「４コマさん「おとしもの」」 - 4 Koma-san "otoshimono"「妖魔一武道会『極オロチ』」 - Yōma ichi budō-kai “goku orochi” | 17 maggio 2019    |         |
| 8  | 「妖怪ギュウ汁」 - Yōkai Gyūjiru「あの妖怪は今 ～ざしきわらし～」 - Ano Yōkai wa ima ~ Zashiki-warashi ~「４コマさん「自動ドア」」 - 4 Koma-san "jidō doa"「アイドルいっぱい！ジバニャン芸能事務所！ 第2話」 - Aidoru-ippai! Jibanyan geinō jimusho! Dai 2 wa「妖怪三国志 其ノ弐」 - Yo-kai sangokushi sono ni                                                                 | 24 maggio 2019    |         |
| 9  | 「妖怪やめたい師」 - Yōkai Yametaishi「オナラを止めるな！」 - Onara wo tomeru na!「4コマさん「名前」」 - 4-Komasan "Namae"「アイドルいっぱい！ ジバニャン芸能事務所！ 第3話」 - Aidoru ippai! Jibanyan geinō jimusho! Dai 3 wa「ニッポン全国 コマみ探しの旅！ 富良野編」 - Nippon zenkoku Komami sagashi no tabi! Furano-hen                                                   | 31 maggio 2019    |         |
| 10 | 「妖怪シラ切りスズメ」 - Youkai Shiragirisuzume「ジバニャンと桜の木」 - Jibanyan to sakura no ki「4コマさん「はい、チーズズラ」」 - 4-Komasan "Hai, chīzu zura"「アイドルいっぱい！ ジバニャン芸能事務所！ 最終回」 - Aidoru ippai! Jibanyan geinō jimusho! Saishuukai「ニッポン全国 コマみ探しの旅！ 日光編」 - Nippon zenkoku Komami Sagashi no Tabi! Nikkou-hen             | 7 giugno 2019     |         |
| 11 | 「妖怪おすべり様」 - Youkai Osuberi-sama「ドクターF #1」 - Dokutaa F #1「4コマさん「バス」」 - 4-Komasan "Basu"「ニッポン全国 コマみ探しの旅！ 恐山編」 - Nippon zenkoku Komami Sagashi no Tabi! Osorezan-hen | 14 giugno 2019    |         |
| 12 | 「妖怪しろく魔」 - Youkai Shirokuma「魔女っ子フミちゃん」 - Majokko Fumi-chan「4コマさん「ビニール傘」」 - 4-Komasan "Binīru Kasa"「ドクターF #2」 - Dokutaa F #2「ニッポン全国 コマみ探しの旅！ 伊賀編」 - Nippon zenkoku Komami Sagashi no Tabi! Iga-hen | 21 giugno 2019    |         |
| 13 | 「妖怪ナガバナナ」 - Youkai Nagabanana「あの妖怪は今 〜イケメン犬〜」 - Ano youkai wa ima ~Ikemen ken~「4コマさん「マッサージチェア」」 - 4-Komasan "Massāji Chea"「ドクターF #3」 - Dokutaa F #3「妖怪三国志 其ノ参」 - Youkai Sankokushi Sono San | 28 giugno 2019    |         |
| 14 | 「妖怪ハリー」 - Youkai Harī「ドクターF ファイナル」 - Dokutaa F Fainaru「4コマさん「さがしもの」」 - 4-Komasan "Sagashimono"「ニッポン全国 コマみ探しの旅！ 京都編」 - Nippon zenkoku Komami Sagashi no Tabi! Kyōto-hen | 5 luglio 2019     |         |
| 15 | 「妖怪たまのこし」 - Youkai Tamanokoshi「課長ジバ耕作」 - Kachō Jiba kousaku「4コマさん「エレベーター」」 - 4-Komasan "Erebeitā"「妖魔一武道会『輪廻』」 - Youma ichi budoukai "Rinne" | 12 luglio 2019    |         |
| 16 | 「妖怪マイマイペース」 - Youkai Maimaipeisu「ふぶき姫のなつやすみ」 - Fubukihime no natsuyasumi「4コマさん「納豆」」 - 4-Komasan "Nattou"「ニートジバ耕作」 - Nīto Jiba kousaku「ニッポン全国 コマみ探しの旅！ 巣鴨編」 - Nippon zenkoku Komami Sagashi no Tabi! Sugamo-hen | 19 luglio 2019    |         |
| 17 | 「妖怪らくてん童」 - Youkai Rakutendō「夏の三本勝負！ カブトVSクワガタ！」 - Natsu no sanbonshōbu! Kabuto vs Kuwagata!「4コマさん「自動販売機」」 - 4-Komasan "Jidō hanbaiki"「社長ジバ耕作」 - Shachō Jiba kousaku「妖怪三国志 其ノ四」 - Youkai Sankokushi sono yon | 26 luglio 2019    |         |
| 18 | 「妖怪じごくミミズク」 - Yōkai Jigoku Mimizuku「ニッポン全国 コマみ探しの旅！ 湘南編」 - Nippon zenkoku koma mi sagashi no tabi! Shōnan-hen「ドキッ！ 妖怪だらけのサマーキャンプ」 - Dokitsu! Yōkai darake no samā kyanpu「４コマさん「観察日記」」 - 4-Komasan `kansatsu nikki'「大統領ジバ耕作」 - Daitōryō Jiba kōsaku                                                      | 2 agosto 2019     |         |
| 19 | 「激情編 おっさんヅラ部」 - Ossan-zura-bu Ressun Fo「妖怪マスクドニャーン」 - Yōkai Masukudonyān「あの妖怪は今 ～ネタバレリーナ～」 - Ano Yōkai wa ima ~Netabarerīna~「４コマさん「浮き輪」」 - 4-Komasan `uki wa'「ニッポン全国 コマみ探しの旅！ 宮古島編」 - Nippon zenkoku koma mi sagashi no tabi! Miyakojima-hen                                                          | 9 agosto 2019     |         |
| 20 | 「エンマ王家の秘宝！狙われたブラックダイヤニャン！」 - Enma ōke no hihō! Nerawareta burakku daiya nyan! | 16 agosto 2019    |         |
| 21 | 「妖怪ほむら天狗」 - Yōkai Homura Tengu「妖魔一武道会『ブラックダイヤニャン』」 - Yōma ichi budōkai “Burakku Daiya Nyan”「エミちゃんのアカマル」 - Emichan no akamaru「４コマさん「パソコン」」 - 4-Komasan `Pasokon'「ツチノコ捕獲大作戦！」 - Tsuchinoko hokaku dai sakusen!                                                                                                 | 23 agosto 2019    |         |
| 22 | 「妖怪ザンバラ刀」 - Yōkai Zanbara Katana「宿題インポッシブル」 - Shukudai inposshiburu「４コマさん「ペンギン」」 - 4-Komasan `Pengin'「ツチノコ捕獲大作戦！２」 - Tsuchinoko hokaku dai sakusen! 2「妖怪三国志 其ノ伍」 - Yōkai Sangokushi no go | 30 agosto 2019    |         |
| 23 | 「妖怪バッド坊や」 - Yōkai baddo bōya「HIGH＆妖 PROLOGUE 最帝高校」 - HIGH & PROLOGUE sai tei kōkō「４コマさん「歯みがき」」 - 4-Komasan `Hamigaki'「ニッポン全国 コマみ探しの旅！ 青森編」 - Nippon zenkoku koma mi sagashi no tabi! Aomori-hen | 6 settembre 2019  |         |
| 24 | 「妖怪ブルジョワＧ」 - Yōkai Burujowa G「HIGH＆妖 EPISODE2 甘いもん連合会」 - HIGH & EPISODE 2 amai mon rengōkai「４コマさん「地図」」 - 4-Komasan `Chizu'「ニッポン全国 コマみ探しの旅！ 豊洲編」 - Nippon zenkoku koma mi sagashi no tabi! Toyosu-hen | 13 settembre 2019 |         |
| 25 | 「妖怪キライギョ」 - Yōkai Kiraigyo「HIGH ＆ 妖 EPISODE3 コマ宮兄弟」 - HIGH & EPISODE 3 koma miya kyōdai「4コマさん「万歩計」」 - 4-Komasan `Manpokei'「ニッポン全国 コマみ探しの旅！ 長崎編」 - Nippon zenkoku koma mi sagashi no tabi! Nagasaki-hen | 20 settembre 2019 |         |
| 26 | 「妖怪イザナミ」 - Yōkai Izanami「妖魔一武道会『邪神カチカチ』」 - Yōma ichi budōkai “jashin kachikachi”「HIGH ＆ 妖 EPISODE4 ウイスパー一家」 - HIGH & EPISODE 4 Uisupā ikka「4コマさん「ころもがえ」」 - 4-Komasan `Koromogae' | 27 settembre 2019 |         |
| 27 | 「妖怪いのちとり」 - Yōkai Inochitori「ニッポン全国 コマみ探しの旅！ 愛媛編」 - Nippon zenkoku koma mi sagashi no tabi! Ehime-hen「HIGH ＆ 妖 EPISODE5 ロボアニマルズ」 - HIGH & EPISODE 5 robo animaruzu「4コマさん「バイキング」」 - 4-Komasan `Baikingu' | 4 ottobre 2019    |         |
| 28 | 「妖怪ゴメンダコ」 - Yōkai Gomendako「妖怪三国志 其ノ六」 - Yōkai Sangokushi no roku「HIGH ＆ 妖 EPISODE6 赤んＢＯＹＳ」 - HIGH & EPISODE 6 aka n bōizu「４コマさん「ガシャ」」 - 4-Komasan `Gasha' | 11 ottobre 2019   |         |
| 29 | 「妖怪こえんら」 - Yōkai Koenra「HIGH ＆ 妖 FINAL WAR」 - HIGH ＆ FINAL WAR「4コマさん「いれかわり」」 - 4-Komasan `Irekawari'「ニッポン全国 コマみ探しの旅！ 白川郷編」 - Nippon zenkoku koma mi sagashi no tabi! Shirakawagō-hen | 18 ottobre 2019   |         |
| 30 | 「妖怪大蛇のツボ」 - Yōkai Orochi no tsubo「まもれ！ 絶滅危惧妖怪！ FILE 1」 - Mamore! Zetsumetsu kigu Yōkai! FILE 1「4コマさん「トイレ」」 - 4-Komasan `Toire'「ニッポン全国 コマみ探しの旅！ オラたちのおうち編」 - Nippon zenkoku koma mi sagashi no tabi! Oratachi no o uchi hen                                                                                           | 25 ottobre 2019   |         |
| 31 | 「妖怪おとろし」 - Yōkai o toroshi「妖魔一武道会『コマ母ちゃん』」 - Yōma ichi budōkai “Komakāchan”「まもれ！ 絶滅危惧妖怪！ FILE 2」 - Mamore! Zetsumetsu kigu yōkai! FILE 2「4コマさん「ハロウィン」」 - 4-Komasan `Harōin' | 1º novembre 2019  |         |
| 32 | 「妖怪裏キュン太」 - Yōkai ura kyunta「ニッポン全国 コマみ探しの旅！ 完結編」 - Nippon zenkoku koma mi sagashi no tabi! Kanketsu-hen「まもれ！ 絶滅危惧妖怪！ FILE 3」 - Mamore! Zetsumetsu kigu yōkai! FILE 3「4コマさん「本日のオススメ」」 - 4-Komasan `Honjitsu no osusume'                                                                                                | 8 novembre 2019   |         |
| 33 | 「妖怪どんどろ」 - Yōkai Dondoro「ＵＳＡピョンのワンチャンサイドフィーバー！」 - USA Pyon no wan chan saido fībā!「4コマさん「ズラ」」 - 4-Komasan `Zura'「妖怪三国志 其ノ七」 - Yōkai Sangokushi no nana | 15 novembre 2019  |         |
| 34 | 「妖怪トジコウモリ」 - Yōkai Toji Koumori「コマみッション・インポッシブル！ 前編」 - Koma misshon inposshiburu! Zenpen「一夜限りのニャンパチ先生」 - Ichiya kagiri no Nyanpachi sensei「4コマさん「豆の木」」 - 4-Komasan `Mame no ki' | 29 novembre 2019  |         |
| 35 | 「妖怪いたれりつくせり」 - Yōkai itareri tsuku seri「ウィスパー 古典妖怪になるの巻」 - Wisupā koten yōkai ni naru no maki「4コマさん「プレゼント」」 - 4-Komasan `Purezento'「コマみッション・インポッシブル！ 後編」 - Koma misshon inposshiburu! Kōhen | 13 dicembre 2019  |         |
| 36 | 「ジバニャンがサンタクロース」 - Jibanyan ga Santa Kurōsu「妖魔一武道会『エンマ大王』」 - Yōma ichi budōkai “Enma daiō”「4コマさん「コマ不足」」 - 4-Komasan `Koma fusoku'「Qui」 - Se「10004コマさん「超大作」」 - 10004 Komasan "Chōdaisaku" | 20 dicembre 2019  |         |

## Home video

### Giappone
Gli episodi di Yo-kai Watch sono stati pubblicati per il mercato home video nipponico in edizione DVD dal 25 settembre 2019 al 27 maggio 2020.
| N° | Data              | Episodi | Fonte |
| -- | ----------------- | ------- | ----- |
| 1  | 25 settembre 2019 | 1-4     | [ 2 ] |
| 2  | 25 ottobre 2019   | 5-8     | [ 2 ] |
| 3  | 27 novembre 2019  | 9-12    | [ 2 ] |
| 4  | 24 gennaio 2020   | 13-16   | [ 2 ] |
| 5  | 26 febbraio 2020  | 17-20   | [ 2 ] |
| 6  | 25 marzo 2020     | 21-24   | [ 2 ] |
| 7  | 25 marzo 2020     | 25-28   | [ 2 ] |
| 8  | 24 aprile 2020    | 29-32   | [ 2 ] |
| 9  | 27 maggio 2020    | 33-36   | [ 2 ] |